# Герб Усолусів
Герб Усо́лусів — офіційний символ села Усолуси Ємільчинського району Житомирської області, затверджений 14 березня 2013 р. рішенням № 111 XVIII сесії Усолусівської сільської ради VI скликання.

## Опис
Щит чотиричасний. В центрі — золоте сонце з дванадцятьма променями. На першому червоному полі золотий перехрещений хрест. На другому зеленому полі золотий сигль «У», супроводжуваний знизу справа трьома золотими восьмипроменевими зірками в арку. На третьому зеленому і четвертому червоному полях по золотому вигнутому колоску пшениці. Щит обрамований золотим декоративним картушем і увінчаний золотою сільською короною.

## Значення символів
Зелений колір символізує Полісся, червоний — історичну Волинь. Хрест символізує православний храм Івана Богослова. Сигль «У» символізує назву адміністративного центру громади — села Усолуси. Зірки означають три села громади. Колоски символізують сільське господарство.
Автор — Ганна Сергіївна Дудко.